# Svend Truelsen
Svend Aage Poulsgaard Truelsen (23. marts 1915 i Randers – 21. januar 1997) var en dansk officer, modstandsmand og advokat.

## Efterretningsleder
Svend Truelsen tog realeksamen 1930, højere handelseksamen 1932 og blev student fra Statens Aftenkursus 1941. Han var sekretær i Landbrugsraadet 1936-48, medlem af Landbrugsministeriets responsumudvalg og Landbrugsraadets voldgiftsudvalg 1940-48. Han var samtidig løjtnant af reserven i Livgarden og knyttedes under besættelsen til Hærens efterretningssektion med henblik på at kunne overtage ledelsen i tilfælde af Hærens opløsning. Da dette skete 29. august 1943, genopbyggede og udbyggede han efterretningsnettet. Han måtte i maj 1944 flygte til Sverige og tog videre til London og blev der leder af efterretningsarbejdet ved SOE's danske sektion i London. Han kom på faldskærmsskole i Ringway, blev major i regimentet The Buffs 1944, leder af efterretningstjenesten i Special Forces-Headquarters 1944-45, attacheret Air-chief-marshal sir Basil Embrys stab ved Royal Air Force 1945. Truelsen var en nøgleperson i planlægningen af RAF's bombardementer på gestapohovedkvartererne i Aarhus (Aarhus Universitet), i København (bombningen af Shellhuset) og Odense (Husmandsskolen). 

## Efter krigen
Efter krigen blev han tilskyndet af Stephan Hurwitz i 1951 cand.jur. på rekordtid og virkede derefter som landsretssagfører. Samtidig blev han major af reserven i Livgarden. Både under og efter krigen samarbejdede han, Erik Husfeldt og statsminister H.C. Hansen med repræsentanter for den amerikanske efterretningstjenste under navnet "Orange Juice".
Han var medlem af bestyrelsen for Det Udenrigspolitiske Selskab, Selskabet for Frihed og Kultur og Frihedsfonden (formand 1988-89), næstformand i Verdens Veteran Fondens nationalkomité for Danmark, medlem af bestyrelsen for Simonsen & Weel's Eftf. Industri A/S og tilknyttede selskaber. Junckers Savværk A/S og tilknyttede selskaber, Danish Nitrogen Import A/S, Ny-Nitrogen A/S, A/S Resta, Entreprenørfirmaet Persolit A/S, Lars Foss Kemi A/S, Papeterie de Nanterre, Frankrig. Simonsen & Weel Limited, England, Lånefonden for Ejendomsbesiddere i de sønderjydske Landsdele; kommitteret i Carl Pers A/S; formand for bestyrelsen for Johnson Wax A/S. Carl & Flora Pers legat for evnerige blinde. Trustée for Anker-Petersen Will-Trust, England. Han modtog Kong Christian X's Erindringsmedalje for Deltagelse i Krigen 1940-45.
Han stiftede et legat, der tilgodeser efterkommere af frihedskæmpere.

## Ordener
- Legion of Merit (1948).[3][4][5]
- Ridder af Dannebrog (1980).
- Kong Christian X's Erindringsmedalje for Deltagelse i Krigen 1940-45